# Rubik (Albânia)
Rubik é uma cidade e município (em albanês:  bashkia) da Albânia localizado no distrito de Mirditë, prefeitura de Lezhë.